# Castillo de Akō
El castillo de Akō (赤穂城 Akō-jō?) es un castillo japonés ubicado en Akō y es considerado como sitio histórico nacional además de lugar de belleza paisajística.

## Historia
El castillo de Akō no debe ser confundido con una edificación anterior localizada al norte. La construcción del castillo tomó trece años incluyendo sus doce puertas y sus diez yagura o torres. El castillo fue construido a la orilla del mar por lo que existían embarcaderos desde los cuales zarpaban los barcos. La construcción fue supervisada por Asano Naganao, quien se convirtió en el daimyō de la región en 1615. Durante la Restauración Meiji el castillo fue parcialmente desmantelado. Después del final de la Segunda Guerra Mundial algunos edificios del castillo han sido reconstruidos.